# Centruroides fallassisimus
Espèce
Centruroides fallassisimus est une espèce de scorpions de la famille des Buthidae.

## Distribution
Cette espèce se rencontre au Guatemala dans les départements de El Progreso et de Zacapa et au Honduras dans le département de Copán.

## Description
Le mâle holotype mesure 84,0 mm, le mâle paratype 74,7 mm et la femelle paratype 59,6 mm.

## Publication originale
- Armas & Trujillo, 2010 : « Nueva especie de Centruroides Marx, 1890 (Scorpiones: Buthidae) de Guatemala y Honduras, America Central. » Boletín de la Sociedad Entomológica Aragonesa, vol. , no 47, p. 235-240 (texte intégral).